# جون ستيفنسون (لاعب كريكت بريطاني)
جون ستيفنسون (10 نوفمبر 1903 - 7 أكتوبر 1975) (بالإنجليزية: John Stephenson)‏ هو لاعب كريكت بريطاني (وحمل سابقاً جنسية المملكة المتحدة لبريطانيا العظمى وأيرلندا).